# Boomsma Distilleerderij

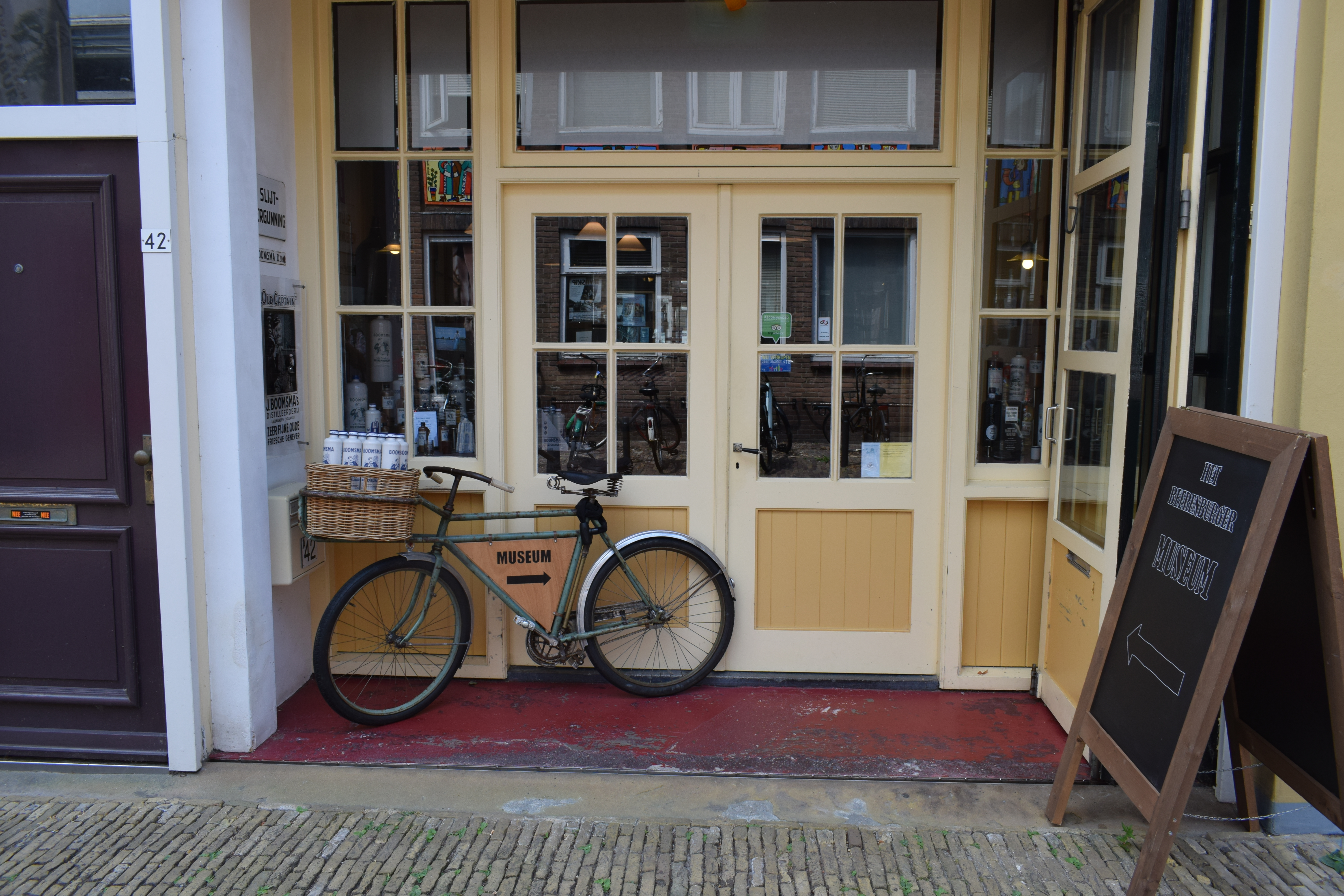
Boomsma museum in Leeuwarden

Boomsma Distilleerderij is een familiebedrijf dat sinds 1883 in de Friese hoofdstad Leeuwarden is gevestigd.

## Historie
De geschiedenis van het bedrijf ving aan in 1883 toen Dirk Boomsma een pand aan de voet van de Oldehove betrok. Hij begon er een winkel in koloniale waren en gedistilleerde dranken. Naast de winkel was ook een stokerij, branderij en distilleerderij. Sterkedrank werd in flessen van tien en twintig liter aan cafés verkocht. Daarnaast werden voor consumenten stenen literkruiken aangeboden. Zoon Jodocus Boomsma breidde de zaak verder uit. Er kwam een slijterij bij en al snel had de firma meerdere panden nodig. Jodocus begon ook met de verkoop buiten Friesland. Met de boot ging hij naar Enkhuizen om van daaruit met de trein naar Amsterdam te reizen. Richard Boomsma, kleinzoon van Dirk Boomsma, maakte in 1960 de stap om het bedrijf naar een industrieterrein te verplaatsen. Sinds 2015 staat daar ook weer een eigen distilleerderij.

## Producten
Boomsma stookt berenburg, jenever, kruidenbitter en brandewijn. Daarnaast is het bedrijf ook als importeur van verschillende soorten gin, cognac, whisky en wijnen actief.
In 2016 nam Boomsma na het faillissement van moederbedrijf Dirkzwager het berenburg merk Weduwe Joustra over.